# Caminis (distrito)
Caminis (em árabe: قمينس; romaniz.: Qaminis) foi um distrito da Líbia. Foi criado 1983, durante a reforma daquele ano, mas teve uma efêmera existência, pois na reforma de 1987 foi abolido e seu território foi absorvido pelos distritos vizinhos.